# Article 66 de la Constitution tunisienne de 1959
L'article 66 de la Constitution tunisienne de 1959 est le 66e des 78 articles de la Constitution tunisienne adoptée le 1er juin 1959.
Il est le troisième article du chapitre intitulé « Le pouvoir judiciaire ».

## Texte
« Les magistrats sont nommés par décret du Président de la République sur proposition du conseil supérieur de la magistrature. Les modalités de leur recrutement sont fixées par la loi. »